# بندقية قنص دراغونوف
دراغونوف هي بُندقية قنَّاصة روسيّة الصنع طوّرت عام 1965 وأدخلت الخدمة في عام 1967، وهي أخف وزناً من مثيلاتها وحركتها الميكانيكية شبيهة بحركة الكلاشنكوف الميكانيكية إلا أن بعض أجزاء القناصة تختلف عن الكلاشكنوف من حيث الحجم. المميز في هذه البندقية هي الفتحة الموجودة في الأخمص الخشبي والتي يوجد عليها حامي للخد (في بعضها) مما يسهل النظر بالمنظار أو الفريضة الشعيرة أسهل وأكثر راحة للقناص.
تعمل البندقية بدفع الغاز كما أنها نصف آلية ذات مخزن يحوي 10 طلقات ولها مشتت لهب لتخفيف الارتداد وزيادة دقة الطلقة. ويمكن تزويد القناصة بسنان من الأمام ولكنها غير عملية وذلك لعدم استخدام السلاح في القتال القريب وذلك لطول وخفة القناصة.
المنظار المستخدم مع القناصة من نوع PSO-1 بطول (370) ملم وعدسات (X4) مع قطعة مطاطية أمام العين ويوجد مكان للبطارية لإضاءة الشاشة حيث تساعد في الاستخدام الليلي، كما يركب منظار آخر من نوع NSP-3 بطول 490 ملم قوة الكبير 2.7 مرة، ويمكن استعمال أنواع أخرى.
اهتم السوفييتيون بالقنص ففي الحرب العالمية الثانية كان الجيش الروسي يدرب قناصيه بتدريبات خاصة ليتمكنوا من إصابة القادة الألمان الكبار من خلال تفحص الشارات العسكرية الموجودة على أكتافهم.[بحاجة لمصدر]
واليوم كل دورية تحمل قناصة SVD ومعها قناص مدرب لاستخدامها وكذلك تستخدم معها الملابس المموهة الخاصة بالقنص. ولنجاح مهمة القنص، فإن وزن السلاح خفيف حتى يتمكن القناص من حمله لمدة أطول مع جميع لوازمه، زيادة على ذلك، فهو سلاح يعتمد عليه في جميع الأوقات وظروف الطقس المختلفة ويتحمل لمدة أطول دون اللجوء كل مرة إلى الصيانة والتنظيف ويبقى فترة طويلة محافظاً على دقته في إصابة الهدف.[بحاجة لمصدر]
تصنع هذه القناصة في روسيا وعدة دول أخرى.[بحاجة لمصدر]

## مواصفات السلاح
- العيار: 7.62 × 54 ملم.
- التغذية: مخزن سعة 10 طلقات.
- طول السلاح: 1225 ملم.
- طول السبطانة: 622 ملم.
- وزن السلاح: مع المنظار فقط: 4،3 كلج.
- وزن السلاح بالمنظار والحربة: يفوق قليلا 4،7 كلج.
- التجويفات الحلزونية: 4 (دورة كاملة في 254 ملم).
- سرعة الطلقة: 830 متر في الثانية.
- المدى : 1200 متر.
- التبريد: بالهواء.
- أقل مواصفات من بندقية غول الفلسطينية .[3]

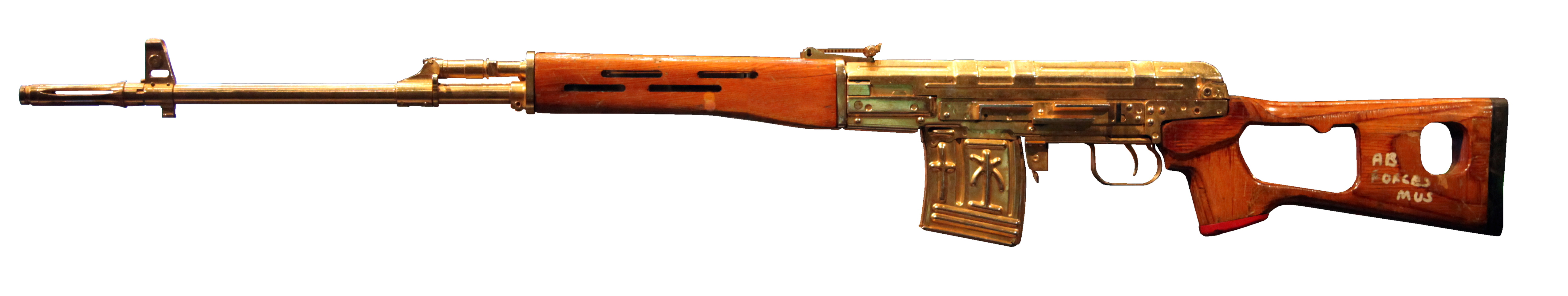
بُندقية "القادسية"، نُسخة عراقية من بندقية الدراغونوف مطلية بالذهب وجدت في أحد قصور صدام حسين، معروضة في متحف الحرب الإمبراطوري في دوكسفورد.

## مقارنة مع قناصات أخرى
| الاسم                | الطول  | الصناعة | العيار   | المدى القاتل |
| -------------------- | ------ | ------- | -------- | ------------ |
| شاهر                 | 185 سم | إيران   | 14.5 ملم | 4000 متر     |
| غول                  | 200 سم | فلسطين  | 14.5 ملم | 2000 متر     |
| شتاير (Steyr HS .50) | 137 سم | النمسا  | 12.7 ملم | 1500 متر     |
| دراغونوف             | 120 سم | روسيا   | 7.62 ملم | 1200 متر     |

## الدول المستخدمة للبندقية
- أفغانستان
- المجر
- الصين
- الهند
- العراق
- تركيا
- فيتنام
- إيران
- الجزائر
- ليبيا
- فنزويلا
- زيمبابوي
- أوكرانيا
- تركمانستان
- طاجيكستان
- الاتحاد السوفيتي
- سلوفاكيا
- روسيا
- بولندا
- باكستان
- كوريا الشمالية
- نيكاراغوا
- منغوليا
- قرغيزستان
- كازاخستان
- جمهورية التشيك
- فنلندا
- بلغاريا
- بيلاروس
- بنغلاديش
- ألبانيا
- اليمن
- مصر
- السودان
- إثيوبيا
- سوريا